# 日本國鐵DF50型柴油機車
DF50型柴油機車（日语：DF50形ディーゼル機関車）是日本國有鐵道的電力傳動柴油機車車型之一，於1957年由三菱重工業研製成功，也是日本鐵路史上第一款投入批量生產的柴油機車，是日本國鐵牽引動力現代化的一個重要里程碑。1957年至1963年間共生產了138台DF50型柴油機車，其中包括由三菱重工業、汽車製造、日本車輛製造生產的基本番台機車65台，以及由川崎重工業、東京芝浦電氣、日立製作所生产的500番台机车73台，兩者除了所裝用的柴油機型號不同之外，其他部分均完全相同。

## 開發背景
1950年代初，受到美国和联邦德国（西德）大力推动牵引动力内燃化改革的影响，日本国有铁道也开始计划非电气化干线的牵引动力现代化。与此同时，随着旧金山和平条约的签订，日本在1952年完成了从统制经济迈向市场经济的转变，正式结束了石油制品统制制度，日本国铁随即恢复新型柴油机车的研制工作。1953年，新三菱重工业和三菱电机成功试制了DD50型柴油机车，并投入北陸本線进行试运行。
DD50型柴油机车是1000马力的电传动柴油机车，由于日本当时缺乏铁路机车使用之中等功率柴油机的研制经验，因此采用了由瑞士苏尔寿公司转让技术及授权生产的8LDA25型柴油机。然而，DD50型柴油机车投入北陆本线运用后，很快就显示出一些设计上的不足之处。例如，機車僅有一端有駕駛室，實際運用時幾乎总是重联运用，大大降低了灵活性和经济性；加上机车的平均轴重达到了15吨，使其不能在轴重限制为14吨的四级线路上使用。此外，该型机车亦没有安装为旅客列车供暖的蒸汽锅炉，旅客列车在冬季仍需要加挂燃煤的暖房车。
1957年，随着铁路运输量伴随日本经济高速增长，日本国铁宣布执行第一个五年计划（1957年—1961年），旨在提高铁路系统运输能力和推进牵引动力现代化。同年，日本国铁在DD50型柴油机车的基础上，开发研制了新一代的DF50型柴油机车，以推动次级干线铁路的旅客列车无烟化。针对上述关于DD50型柴油机车的缺点，DF50型柴油机车是按照次级干线的单机运用为原则进行设计，采用了设有贯通门的双端司机室布置方式，并搭载了一台与EF58型电力机车相同形式的自动化蒸汽锅炉。因考虑到在次级干线的运用需要，而且搭载蒸汽锅炉亦增加了机车重量，因此DF50型柴油机车特别采用了Bo-Bo-Bo轴式，不仅使机车具有良好的曲线通过性能，还可以令轴重减轻到约14吨。
三菱重工業、汽車製造、日本車輛製造生产的基本番台机车采用经过改良的8LDA25A型柴油机，装车功率为1200马力（895千瓦）；而川崎重工業、東京芝浦電氣、日立製作所生产的500番台机车则装用由西德曼恩集团授权生产的V6V22/30MA型柴油机，装车功率进一步提高至1400马力（1040千瓦）。电力传动系统包括一台直流牵引发电机和六台直流牵引电动机。为了提升DF50型柴油机车的牵引力，最高速度设定为90公里/小时，使其在低速时能发挥同D51型蒸汽机车一样的性能，高速时能发挥同C57型蒸汽机车一样的性能。
虽然DF50型柴油机车的出现大大加快了日本国铁的非电气化干线无烟化，但与其他功率较大的蒸汽机车相比，比如1600马力的C62型蒸汽机车，其功率和牵引力仍然较低；而且当时柴電机车的制造成本未能降低，且其柴油机的部分零件需要从国外进口，一台DF50型柴油机车的造价高达7000万日元。除此之外，在柴油机车选用电力传动抑或液力传动方面，日本国铁认为液力传动机车单位功率之車重较小，因而更适合允许轴重较轻的日本铁路，所以于1960年确定以后研制的柴油机车均采用液力传动。这些因素都减少了日本国铁继续购置DF50型柴油机车的意願，DF50型柴油机车終於在1963年停产。
1957年3月至1962年10月，三菱重工業、汽車製造、日本車輛製造共生产了65台基本番台机车（1～65）。1958年4月至1963年10月，川崎重工業、東京芝浦電氣、日立製作所共生产了73台500番台机车（501～573）。

## 运用历史

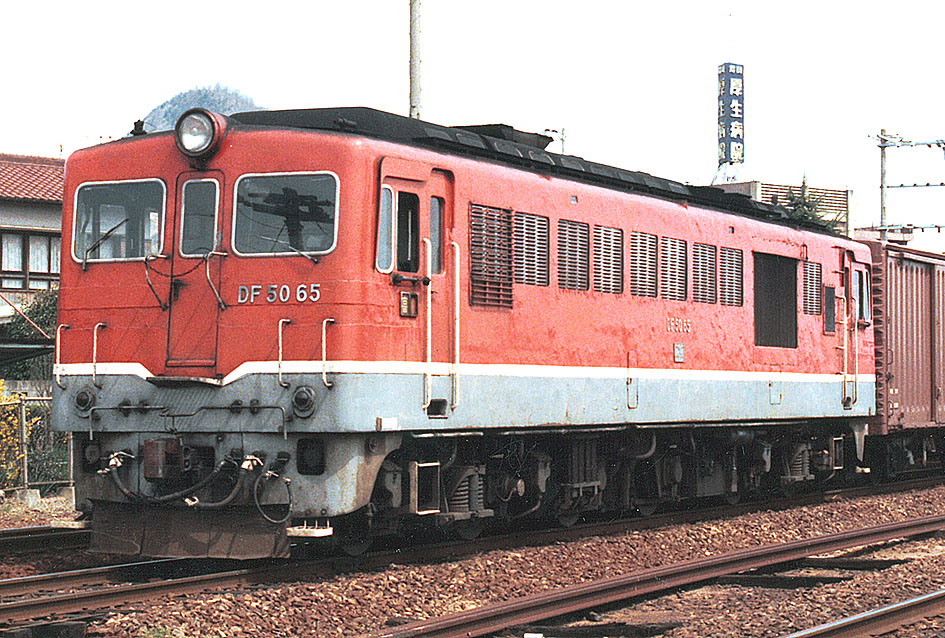
DF50 65号機車

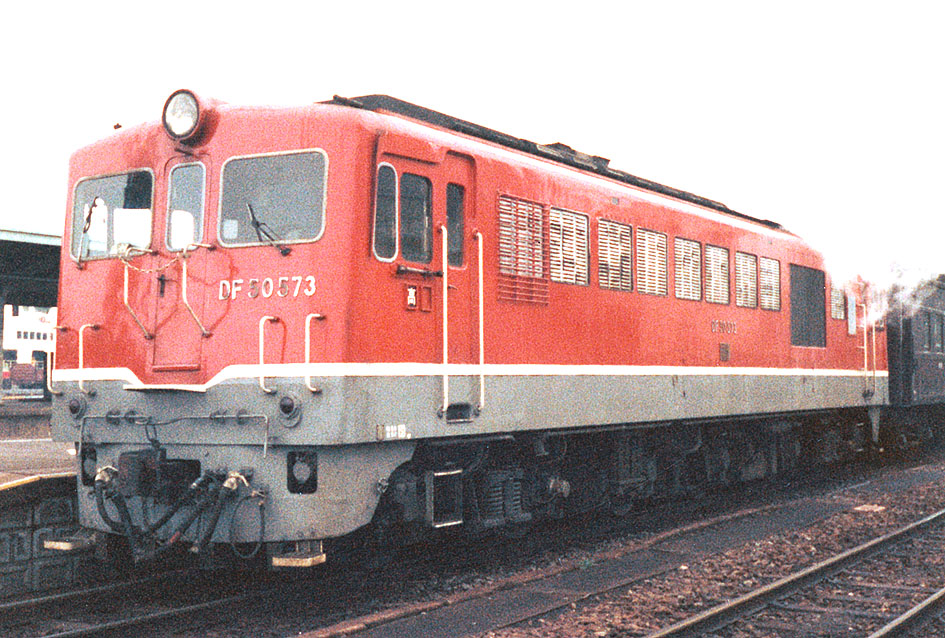
DF50 573号機車

从1950年代末起，DF50型柴油机车作为日本国铁第一种可以在次级干线投入长距离运转的柴油机车，被广泛运用于除北海道以外的非电气化次级干线和部分干线铁路，例如奧羽本線、北陸本線、中央本線、紀勢本線、關西本線、山陰本線、土讚本線、予讚本線、日豐本線等區域，曾經配屬長野、秋田、敦賀第一、米子、龜山、高松、高知、大分等機關區，担当包括特急列车在内的旅客列车和货物列车牵引任务；尤其对于有较多隧道的线路区段，牵引动力内燃化彻底解决了蒸汽机车喷出煤灰烟尘的问题。当奥羽本线的矢立隧道和松原隧道在1970年代初开通之前，列车通过秋田和青森县境内的矢立岭大坡度区间时，一般需要加挂多一台DF50型柴油机车作为輔助機車運行。
然而，作为日本国铁柴油机车的初代实用化车型，DF50型柴油机车最主要的问题是功率不足。虽然它能够在大坡度区间上保持良好的粘着性能而不会造成严重的空转，但其功率等级作為干线柴油机车而言实在偏低，所牵引列车运行在长大坡道时速度大幅下降，当牵引630吨列车通过10‰连续坡道的平衡速度为26公里/小时，当牵引370吨列车通过25‰连续坡道的平衡速度更只有20公里/小时；此外，机车在平原地区运行时亦没有充足的功率余量，其牵引性能仅与过去使用的蒸汽机车相当。
1962年，日本国铁成功研制了2000马力等级的DD51型液力传动柴油机车（1965年以后提高到2200马力）。随着制造成本较低的DD51型柴油机车投入批量生产，并陆续投入到日本各地的非电气化铁路干线使用，部分货物列车和优等旅客列车牵引任务亦转交由DD51型柴油机车承担，而替换下来的DF50型柴油机车则相继集中转往运用负荷较轻的次级干线使用。1970年代中期后，由于日本国铁加快对次级干线进行电气化改造，或使用DD51、DE10型柴油机车取代老化的DF50型柴油机车，DF50型柴油机车于1976年起开始逐步报废。
九州地区的DF50型柴油机车曾经担当“富士號”、“彗星號”特急臥舖列車和“高千穗號”、“日南號”急行旅客列車的牵引任务，直到日豐本線全线于1979年完成电气化后才改用ED76型电力机车牵引。而纪势本线的“纪伊号”列车是最后一列使用DF50型柴油机车牵引的卧铺特急列车，其中上行的4004次列车于1979年6月改用DD51型柴油机车牵引；上行的4004次列车在龜山至紀伊勝浦間，以及回4003次回送列車在紀伊勝浦至新宮間的牽引任務，一直使用龜山機關區的DF50型柴油機車擔當，直到在1980年2月被DD51型柴油機車淘汰為止。
自从本州和九州地区终止DF50型柴油机车的营业运转后，四国就成为了该型机车最后一个活跃的地方。截至1980年3月31日，国铁四国总局下辖的高知机关区及高松运转所仍配属有44台DF50型柴油机车，是土讚本線和予讚本線的主力机车。1981年10月，四国的客车列车均改由DE10型柴油机车牵引，DF50型柴油机车不再牵引定期旅客列车，同时500番台机车全部停运报废。1983年9月，货物列车亦停止使用DF50型柴油机车。同年9月25日，随着DF50 1、DF50 65号机车完成重联牵引“再见DF50土佐路号”临时急行列车的告别运转，亦标志着DF50型柴油机车正式告别历史舞台。1985年1月21日，DF50 34号机车除籍报废後，除了三台机车获得保留外，其余DF50型柴油机车已全部报废。
- DF50 26号机车牵引御召列车（1971年）
- DF50 65、DF50 1號機車牽引“辛苦你了DF50祕境號”臨時急行列車（1983年8月20日）
- DF50 1、DF50 65號機車牽引“再见DF50土佐路号”臨時急行列車（1983年9月25日）
- DF50 18、DF50 43號機車重聯牽引石灰石運輸列車（1983年）
- DF50 43、DF50 18號機車重聯牽引石灰石運輸列車（1983年）

## 技術特點

### 总体布置
DF50型柴油机车是客货运通用的电力传动柴油机车，采用底架承载的全钢焊接结构贯通式箱型车体，车体钢结构的非承载部分由高强度钢板和预制构件组成。车体两端各设有一个司机室，司机室内机车运行方向的左侧设有司机操纵台，右侧设有副司机座席及手制动手柄，司机室两侧设有供乘务员乘降的侧门。司机室前端中央设有一道贯通门，贯通门外侧还设有踏板和扶手，以便机车重联时乘务人员通过到另一台机车。车体中部是设有各种机械及电气装置的机械室，机械室内从第一端至第二端顺序布置有动力室、冷却室、锅炉室三个部分，并设有贯通式双侧内走廊连接两端司机室，司机室和机械室之间设有隔墙和内车门以阻隔机械室噪音。
动力室内安装了一套柴油发电机组，牵引发电机上方装有涡轮增压器，并设有励磁机、励磁电阻器、膨胀水箱、机油滤清器、机油冷却器、辅助发电机、牵引电动机通风机、总风缸等配套设备，靠近司机室的隔墙上还设有控制电器柜，每边侧墙上各设有八个通风格栅，车体顶盖上设有多个小型采光玻璃窗。冷却室设有柴油机和机油热交换器的冷却水散热系统，冷却室顶部装有一个轴流式冷却风扇，两边侧墙上各设有一个通风百叶窗和大型散热器，冷却风扇经百叶窗口吸入冷风再从车顶排出热风，另外还设有牵引电动机通风机、电动空气压缩机、空气制动装置。锅炉室设有一台为旅客列车供暖的SG3型蒸汽锅炉。为了尽可能缩短车体长度，蓄电池和锅炉水箱被设置在机械室内走廊下方。在车体下方除了有三台转向架之外，之间还吊挂着两个燃油箱。

### 柴油机
DF50型基本番台机车装有一台三菱重工制造的8LDA25A型柴油机，由瑞士苏尔寿公司转让技术及授权生产，是在DD50型柴油机车使用的8LDA25型柴油机基础上强化而成，通过提升增压压力使输出功率提高了20%。这是一种四冲程、直列式、八气缸、废气涡轮增压的水冷式中速柴油机，气缸直径为250毫米，活塞行程为320毫米；小时功率为1200马力（895千瓦），额定转速为每分钟850转；持续功率为1060马力（790千瓦），额定转速为每分钟800转。除了活塞和增压装置等少数零部件不同外，其他部分基本与8LDA25型柴油机通用。
DF50型500番台机车装有一台川崎重工制造的V6V22/30MA型柴油机，由联邦德国的曼恩集团转让技术及授权生产，是在DF40型柴油机车使用的V6V22/30型柴油机基础上强化而成，通过提升增压压力使输出功率提高了16%。这是一种四冲程、12气缸、废气涡轮增压的水冷式V型中速柴油机，气缸直径为220毫米，活塞行程为300毫米；小时功率为1400马力（1040千瓦），额定转速为每分钟1000转；持续功率为1200马力（895千瓦），额定转速为每分钟900转。后来日本为台湾制造的台鐵R0型柴電機車也使用同系列柴油机。
DF50型柴油机车采用气动式调速器作为柴油机的控制机构，司机控制器手柄通过改变控制风管供给圆盘形凸轮节流阀的气压，使燃油系统的喷油泵改变供油量。这种控制方式虽然容易获得较多的调速级位，但是重联运转时的响应延迟是一个主要缺点。

### 传动系统
传动系统使用直—直流电传动装置，柴油机直接驱动一台直流牵引发电机，并将发出的直流电供给六台直流牵引电动机。机车装用一台独立励磁的DM49型牵引发电机，持续功率为700千瓦，额定电压为450伏特，额定电流为1560安培，额定转速为每分钟800转，冷却方式为半密闭式强迫通风。当柴油机启动时牵引发电机变为串励电动机，作为起动电动机使用并改由蓄电池供电。机车还装有一台2千瓦的DM51型励磁机，用来供给牵引发电机励磁电流，并使牵引发电机具有恒功率励磁特性。
每个转向架装有两台MT48型四极串励直流牵引电动机（原始型号为MB340-AVR），额定功率为100千瓦，额定电压为225伏特，额定电流为520安培，额定转速为每分钟410转，最高转速可达2600转，电枢及定子绕组均采用B级绝缘，冷却方式为半密闭式强迫通风。为了扩大机车的的恒功率调速范围，还可以通过在牵引电动机励磁绕组并联分流电阻的方法，对牵引电动机进行二级磁场削弱，磁场削弱率分别为50%和30%。六台牵引电动机采用“两串三并”的连接方式，即每两台电动机分为一组串联连接，三组电动机采用并联连接。空转警报系统与EH10型电力机车相同，通过检测同一组两台牵引电动机端电压的差异来判断空转。

### 转向架
DF50型柴油机车是日本第一种采用Bo-Bo-Bo轴式的铁路机车。日本铁路有着许多半径较小的曲线区段，主要干线的最小曲线半径为400米，二级线路的最小曲线半径为300米，在一些支线上甚至还有200米的小半径曲线。两台三轴转向架（Co-Co轴式）和三台二轴转向架（Bo-Bo-Bo轴式）相比，由于三轴转向架的固定轴距较长，当机车通过小半径曲线时会产生较大的横向侧压力，这在之前试制的DF40型柴油机车上已经进行过试验。若果采用轴距较短的二轴转向架，则可减少轮对在曲线上的冲角和侧压力，从而使转向架更容易通过小半径曲线区段，较小的轮缘磨耗亦有利于减轻线路维护负担，因此日本国铁决定仿效当时欧洲的一些六轴电力机车，在DF50型柴油机车上应用了Bo-Bo-Bo轴式。
机车走行部为两台摇枕式的二轴转向架，包括两台DT102型两端转向架和一台DT103型中间转向架。两端转向架可以互换使用，但中间转向架因其摇枕装置较为特殊，不能与两端转向架互换。转向架采用“日”字形的钢板焊接箱型结构构架（1～8号机车使用一体化铸钢构架），转向架固定轴距为2,600毫米。车轴轴承采用了双列滚柱轴承，并使用了滚珠轴承作为止推轴承之用。轴箱采用导框式定位结构，一系悬挂装置为轴箱顶端构架侧梁内的螺旋弹簧。车体重量由摇枕旁承和心盘共同承载。牵引力和制动力则通过下摇枕以及心盘传递给车体。基础制动装置采用双侧踏面制动。牵引电动机采用轴悬式驱动方式，输出的扭矩通过一级减速齿轮传递给轮对，牵引齿轮传动比为4.235（17：72）。
摇枕装置由上摇枕、下摇枕、摇枕弹簧、吊杆等部分组成。两端转向架的上下摇枕通过四根吊杆悬挂在构架侧梁上，而摇枕弹簧则采用每侧两个纵向并列的螺旋弹簧，并配有垂向油压减震器。中间转向架的摇枕装置具有横动机构，“T”形吊杆机构能允许转向架的横向自由移动 ，使中间转向架在机车通过曲线时，可以产生相对于车体中心线左右各最多150毫米的横向位移；而且中间转向架要求摇枕弹簧具有较大的横向刚度，因此摇枕弹簧采用每侧两个横向并列的螺旋弹簧，以便转向架通过曲线后能够自动复位。

## 重大事故
- 1962年11月29日晚上10时15分，DF50 548号机车牵引青森开往吹田（上行方向）的2050次货物列车，当列车运行至羽越本線羽後本莊至羽後岩谷間，與新潟开往川部（下行方向）的D51 637号蒸汽机车的867次单机回送列车发生正面冲突，即1962年羽越本线列车冲突事故（日语：羽越本線列車衝突事故）。事故造成DF50 548号机车的两名司机死亡，D51 637号蒸汽机车的三名司机受轻重伤，两台机车大破，五辆货车脱轨颠覆。事故直接原因是867次列车从羽後本莊车站发车前未确认并冒进显示红灯的出发信号机。其后DF50 548号机车在国铁土崎工厂完成修复。
- 1964年6月25日下午4時28分，DF50 10号机车牵引多氣开往串本的135次普通旅客列车，當列車運行至紀勢本線大曾根浦至九鬼間，列車駛出大二行野隧道時該处突然发生山体滑坡，造成列车脱轨颠覆，机车坠落到约30米的悬崖下并起火。这是第一台因事故报废的DF50型柴油机车[9]。
- 1969年1月24日凌晨0時50分，DF50 39号机车牵引名古屋开往天王寺的921次普通旅客列车，当列车运行至纪势本线紀伊日置附近时，机车突然脱轨颠覆并掉落到线路旁边的水稻田，因无法被修复而在同年9月24日除籍报废[9]。
- 1972年7月5日清晨6時45分，DF50 45号机车牵引高松开往高知的224次普通旅客列车，当列车经由土讚本線运行至繁藤车站停靠时，由于车站旁的山坡因连日暴雨引发大规模山体滑坡，约10万立方米的泥石流瞬间冲毁车站及附近民房，224次列车的机车及两节车厢被全部或部分淹埋，事故总共造成60人遇难，当中包括机车司机、列车乘客、当地居民和消防人员，即震惊全国的“繁藤灾害（日语：繁藤災害）”。严重损毁的DF50 45号机车被就地解体，部分车体连同司机和一些乘客的遗体被埋葬于车站附近的穴内川，而机车上的铭牌则被拆下来并保存于多度津工厂[9]。
- 1978年3月22日清晨5時10分，DF50 569号机车牵引高松开往松山的121次普通旅客列车，當列車運行至予讚本線高瀨至比地大間一個平交道口時，與一輛橫越道口的吊臂车相撞。机车受撞击后车头严重损坏，司机和副司机分别受轻伤和重伤，机车后来于同年6月5日除籍报废[9]。

## 車輛保存

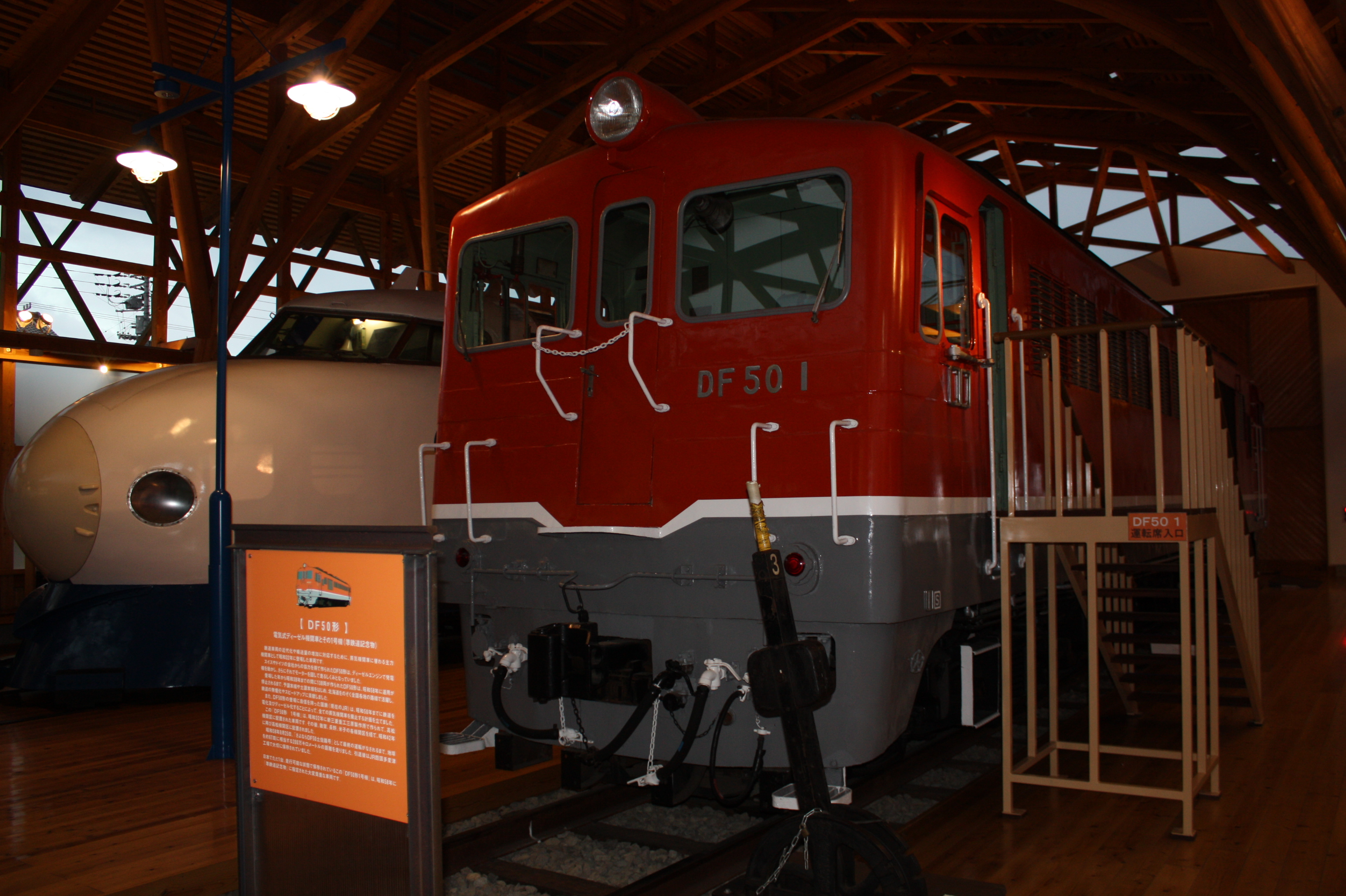
四國鐵道文化館内的DF50 1号机车

- DF50 1號機車：退役前配属四国总局高松运转所，于1983年10月1日除籍报废后，被存放于国铁四国旅客铁道多度津工厂（日语：四国旅客鉄道多度津工場）内，同年被指定为准铁道纪念物；随后在1987年3月6日恢复车籍，并在多度津工厂内动态保存；國鐵分割民營化后该机车被四國旅客鐵道（JR四国）继承。2007年10月13日，这台机车被转移到愛媛縣西條市四國鐵道文化館，并于同年11月26日起以静态保存方式向公众公开展示[10]。
- DF50 4号机车：退役前配属龟山机关区，于1980年3月17日除籍报废后，在同年6月转移到大阪市東淀川區的菅原天滿宮公園静态保存[11]。
- DF50 18号机车：退役前配属四国总局高知机关区，于1984年1月26日除籍报废后，在同年2月2日转移到大阪市港區的交通科学博物館以静态保存方式向公众公开展示[12]，直至2014年4月该博物馆闭馆；随后这台机车被转移到冈山县津山市的津山铁道教育馆（日语：津山まなびの鉄道館），并于2016年4月2日起再次向公众展示[13]。